# Лаваль-ан-Ланнуа
Лава́ль-ан-Ланнуа́ (фр. Laval-en-Laonnois) — коммуна во Франции, находится в регионе Пикардия. Департамент коммуны — Эна. Входит в состав кантона Лан-2. Округ коммуны — Лан.
Код INSEE коммуны — 02413.

## Население
Население коммуны на 2010 год составляло 255 человек.
| 1962 | 1968 | 1975 | 1982 | 1990 | 1999 | 2010 |
| ---- | ---- | ---- | ---- | ---- | ---- | ---- |
| 156  | 146  | 151  | 163  | 202  | 213  | 255  |

## Экономика
В 2010 году среди 177 человек трудоспособного возраста (15—64 лет) 135 были экономически активными, 42 — неактивными (показатель активности — 76,3 %, в 1999 году было 67,6 %). Из 135 активных жителей работали 126 человек (70 мужчин и 56 женщин), безработных было 9 (4 мужчины и 5 женщин). Среди 42 неактивных 14 человек были учениками или студентами, 12 — пенсионерами, 16 были неактивными по другим причинам.